# طبعات أختام دن

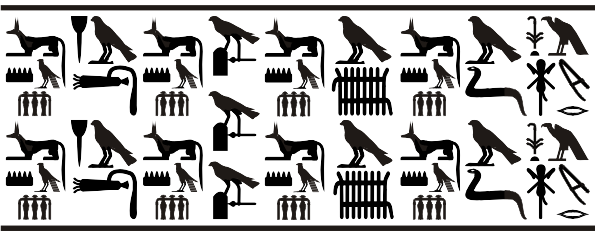
النص المعاد بناؤه للختم

في عام 1985 ، اكتشف المعهد الألماني للآثار طبعات أختام لختم أسطواني في مقبرة ملك الأسرة الأولى دن. نُشرت من قبل عالم الآثار الألماني غونتر درير في العام التالي. تعتبر هذه الطبعات أقدم قائمة مؤكدة لملوك مصر القديمة.
تُظهر الأختام أسماء الملوك بالترتيب التالي:
- نارمر
- حور عحا
- جر
- دجيت
- عرين
- ميرنيث (والدة دين والوصي)

تدعم القائمة الحجة القائلة بأن نارمر كان مؤسس الأسرة الأولى بدلاً من كونه آخر ملوك ثينيس قبل الاتحاد. كما لا تذكر هذه القائمة اسم مينا لأن الإجماع العلمي يعتقد أن مينا كان تباينًا لاحقًا لاسم نارمر. 
1. ↑  Cervello-Autuori، Josep (2003). "Narmer, Menes and the Seals from Abydos". في Hawass، Zahi (المحرر). Egyptology at the Dawn of the Twenty-first Century: Proceedings of the Eighth International Congress of Egyptologists, 2000. Cairo: American University in Cairo Press. ج. 2. ص. 168–75. مؤرشف من الأصل في 2021-04-07.